# 艾因邁濟
33°48′N 2°18′E / 33.800°N 2.300°E

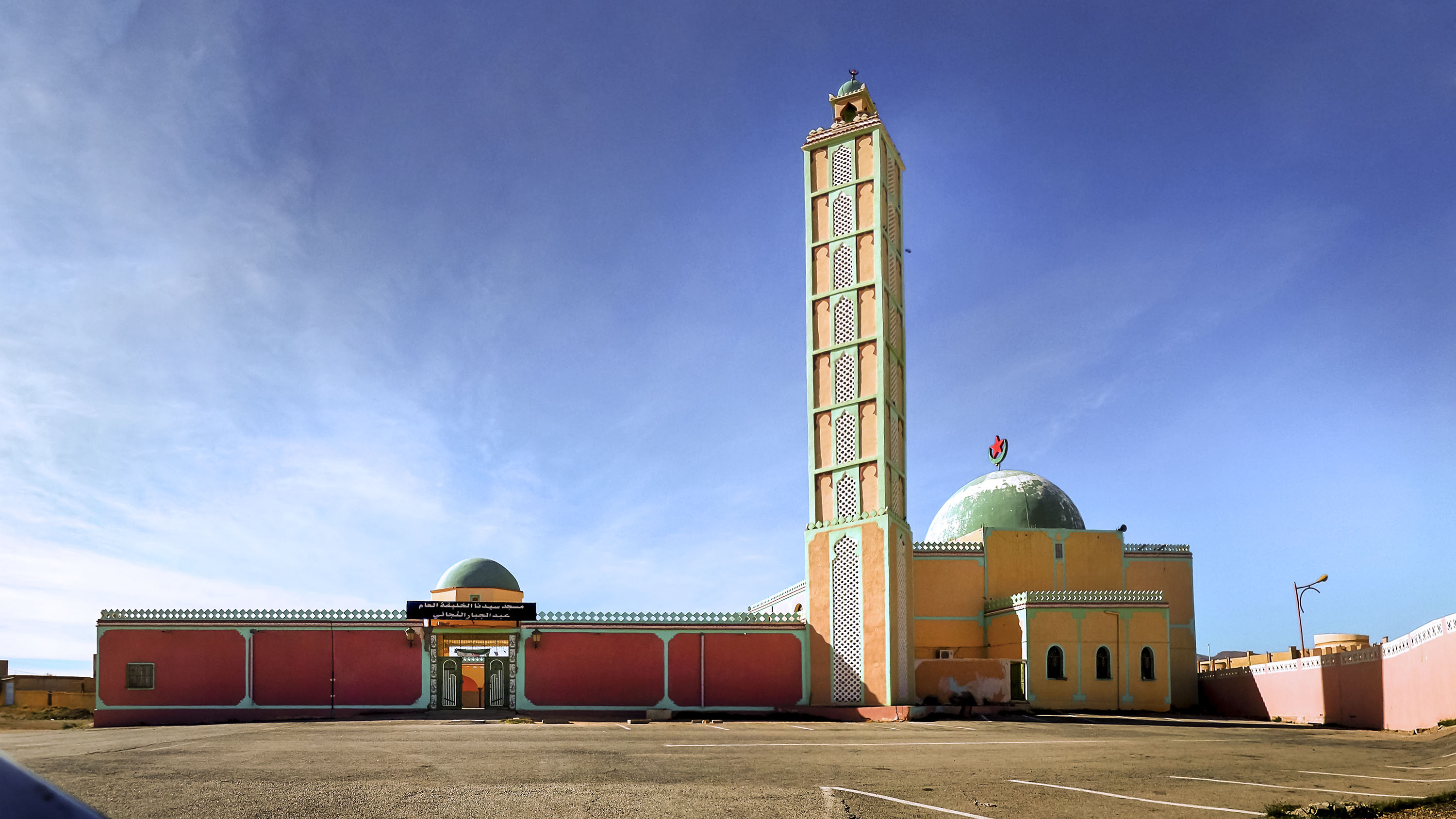
艾因邁濟

艾因邁濟（阿拉伯语：‎），是阿爾及利亞的城鎮，位於該國中部，由艾格瓦特省負責管轄，是艾因邁濟區的首府，面積1,790平方公里，海拔高度985米，2008年人口8,101，人口密度每平方公里4.5人。